# Jean-Louis Périn

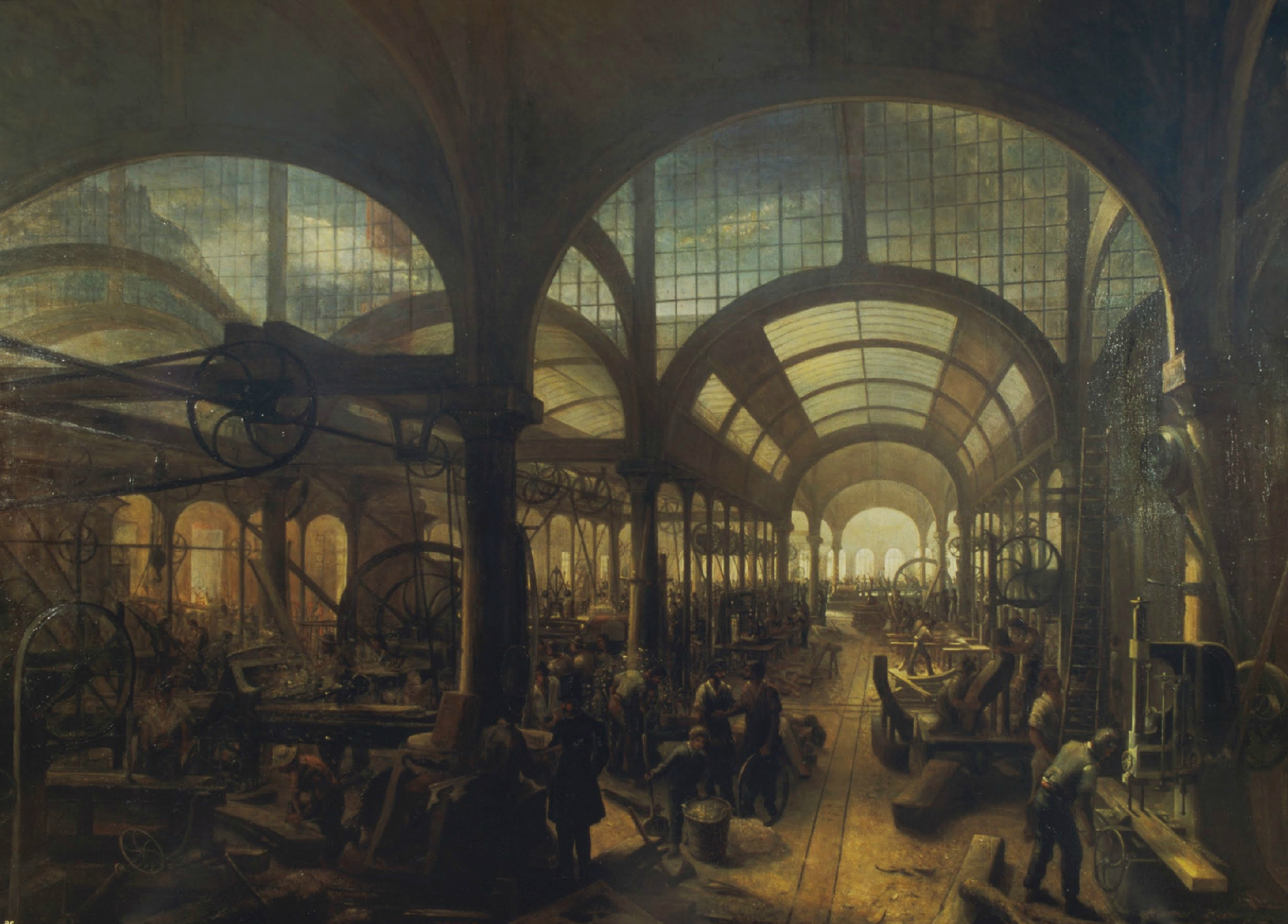
Jean-Louis Périns mechanische Werkstätten für die Holzbearbeitung auf einem Gemälde von 1865

Jean-Louis Périn (* 2. November 1815 im Département Ardennes; † 6. August 1886) war ein französischer autodidaktischer Techniker, Erfinder, Geschäftsmann und Automobilpionier.

## Leben
Um 1865 führte Jean-Louis Périn eine große Fabrik für Holzbearbeitung und Holzbearbeitungsmaschinen mit etwa 100 Mitarbeitern im Quartier Faubourg Saint-Antoine von Paris. Unter einem riesigen Dachfenster arbeiteten seine Mitarbeiter dort mit Sägen oder Fräsen an Holzteilen. 20 Jahre nach Eugène Philippe's Modell einer Autoradfabrik fand der Einsatz von Maschinen in immer größeren Fabriken immer stärkeren Zuspruch. Zum innerbetrieblichen Transport von Maschinen und Werkstücken setzte er bereits 1865 eine Schmalspurbahn mit Drehscheiben ein, zehn Jahre bevor Paul Decauville tragbare Gleisjoche als fliegendes Gleis bei der Zuckerrübenernte auf seinem Landgut einsetzte.
Zusammen mit René Panhard gründete er 1867 die Firma Périn-Panhard zur Herstellung von Bandsägen und anderen Holzbearbeitungsmaschinen, in der ab 1872 Émile Levassor die operative Leitung des Unternehmens übernahm. An einem neuen Standort in der Avenue d’Ivry in einem Vorort von Paris stellte das Unternehmen ab 1875 Gasmotoren her. Nach dem Tod von Perin erwarben Rene Panhard und Émile Levassor dessen Anteile, behielten aber den Firmennamen Perin, Panhard & Cie bei, bis sie das Unternehmen 1897 Panhard & Levassor nannten.